# Полуостров Рудановского
Полуо́стров Рудано́вского — полуостров в Ольгинском районе Приморского края.

## История
Полуостров открыт 13 (25) июля 1857 года с пароходо-корвета «Америка» под командованием Н. М. Чихачёва и тендера «Камчадал» под командованием КФШ штабс-капитана А. М. Чудинова.
Назван в честь Н. В. Рудановского (1819 — 1882) — российского контр-адмирала, картографа, исследователя Сахалина и нижнего Амура, Балтийского и Каспийского морей.

## География
Полуостров Рудановского находится в западной части залива Владимир Японского моря.
Рельеф полуострова преимущественно холмистый, берега на мысу скалистые, обрывистые. Склоны холмов покрыты низкорослым широколиственным лесом в сочетании с кустарниковой и луговой растительностью.

Полуостров отделён узким и низким песчаным перешейком от суши, перейдя который можно попасть на берег расположенной севернее соседней бухты.
Дорога на полуостров идёт через село Весёлый Яр. В предвоенные годы на полуострове построены оборонительные сооружения Владимиро-Ольгинского укрепрайона. В летнее время берега полуострова — место отдыха дальневосточников.

## Фотогалерея

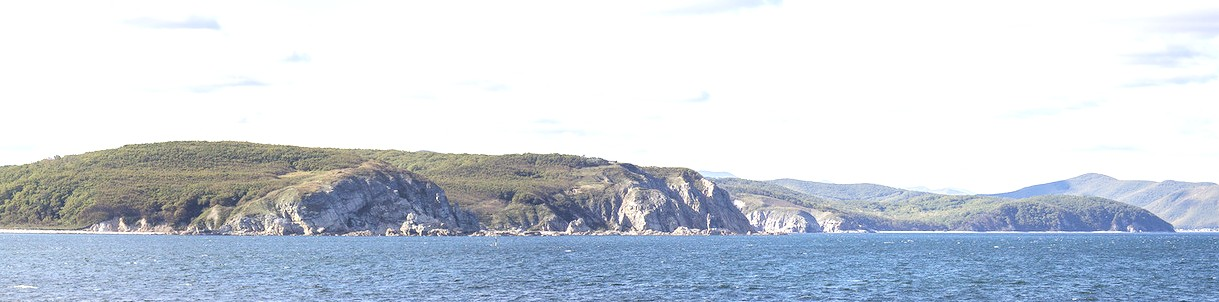
вид на полуостров Рудановского со стороны залива Владимира
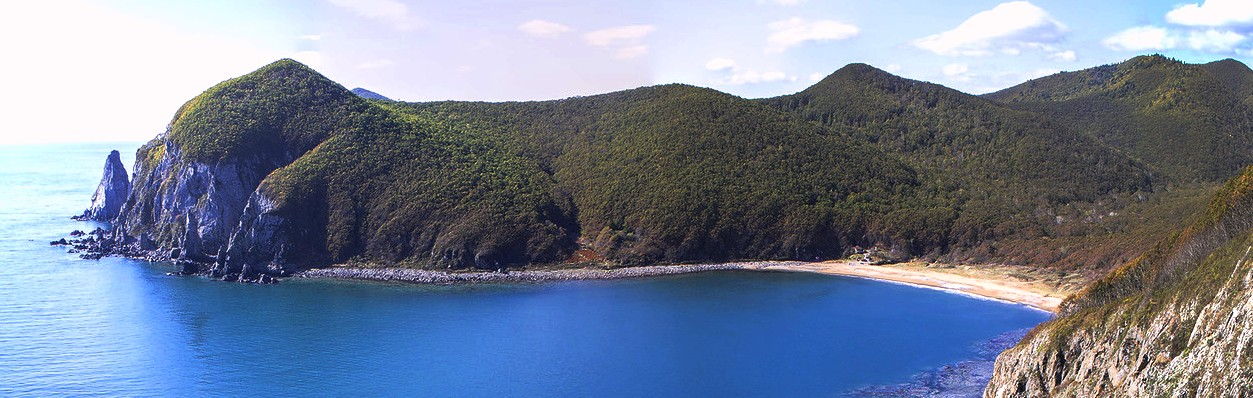
вид на полуостров Рудановского со стороны суши